# Vốn mạo hiểm
Vốn mạo hiểm (VC) hay vốn liên doanh là vốn tài chính cung cấp cho các công ty khởi động, tăng trưởng, rủi ro cao, có tiềm năng lớn giai đoạn sơ khai. Quỹ vốn mạo hiểm làm ra tiền bằng cách sở hữu vốn cổ phần trong các công ty đầu tư vào, mà thường có công nghệ hoặc mô hình kinh doanh mới trong các ngành công nghiệp công nghệ cao, chẳng hạn như công nghệ sinh học, công nghệ thông tin, phần mềm, vv và các công ty này đang làm ra đủ tiền sau khi các khoản vay đã được trả hết để ném ra tiền mặt dư thừa không cần thiết để tăng trưởng kinh doanh. Đầu tư vốn mạo hiểm điển hình xảy ra sau vòng tạo vốn hạt giống như vòng tạo vốn phát triển (cũng được gọi là vòng Series A) trong lợi ích của việc tạo ra hoàn vốn thông qua một sự kiện cuối cùng thực hiện, chẳng hạn như một IPO hay bán trao đổi của công ty. Vốn mạo hiểm là một tập hợp con của vốn cổ phần tư nhân. Vì vậy, tất cả các vốn mạo hiểm là vốn cổ phần tư nhân, nhưng không phải tất cả vốn cổ phần tư nhân đều là vốn mạo hiểm.
Ngoài các lựa chọn đầu tư thiên thần và tài trợ hạt giống, vốn mạo hiểm là hấp dẫn cho các công ty mới với lịch sử hoạt động hạn chế có quá nhỏ để huy động vốn trên thị trường công cộng và đã không đạt đến điểm mà họ đang có thể đảm bảo cho một vay ngân hàng hoặc hoàn thành một chào nợ. Để đổi lấy rủi ro cao mà các nhà tư bản mạo hiểm gánh vác bởi việc đầu tư vào các công ty nhỏ và chưa trưởng thành, các nhà tư bản mạo hiểm thường nắm kiểm soát đáng kể đối với các quyết định công ty, ngoài một phần quan trọng của quyền sở hữu công ty (và do đó giá trị của công ty).
Vốn mạo hiểm cũng được kết hợp với giải quyết việc làm (chiếm 2% GDP của Mỹ), kinh tế tri thức, và được sử dụng như một biện pháp đổi mới trong một ngành kinh tế hay khu vực địa lý. Mỗi năm, có gần 2 triệu doanh nghiệp được tạo ra ở Mỹ, và 600-800 được tài trợ vốn mạo hiểm. Theo Hiệp hội vốn mạo hiểm quốc gia, 11% công ăn việc làm khu vực tư nhân đến từ các công ty được hỗ trợ vốn mạo hiểm và doanh thu được hỗ trợ vốn mạo hiểm chiếm 21% GDP của Mỹ.
Nó cũng là một cách thức mà các khu vực công và tư có thể xây dựng một tổ chức mà có thể tạo ra một cách hệ thống các mạng lưới cho các hãng và ngành công nghiệp mới, để họ có thể tiến bộ. Tổ chức này giúp trong việc xác định và kết hợp các phần của các công ty, như tài chính, chuyên môn kỹ thuật, bí quyết tiếp thị và các mô hình kinh doanh. Sau khi hợp nhất, các doanh nghiệp này thành công bằng cách trở thành các nút trong các mạng lưới tìm kiếm cho việc thiết kế và xây dựng các sản phẩm trong phạm vi của họ.

## Lịch sử
Một đầu tư vốn mạo hiểm có thể được định nghĩa là một dự án tiềm năng được chuyển đổi thành một quá trình với một rủi ro và đầu tư được giả định đầy đủ.
Với vài ngoại lệ, vốn cổ phần tư nhân trong nửa đầu của thế kỷ 20 là lĩnh vực của các cá nhân và gia đình giàu có. Vanderbilts, Whitneys, Rockefellers, và Warburgs là các nhà đầu tư đáng chú ý trong các công ty tư nhân ở nửa đầu của thế kỷ này. Trong năm 1938, Laurance S. Rockefeller giúp tài trợ cho việc tạo ra của cả hai Eastern Air Lines và Douglas Aircraft, và gia đình Rockefeller đã có cổ phần lớn trong một loạt các công ty. Eric M. Warburg thành lập E.M. Warburg & Co vào năm 1938, mà cuối cùng sẽ trở thành Warburg Pincus, có các đầu tư trong các mua lại vốn có đòn bẩy và vốn mạo hiểm.

### Vốn mạo hiểm sơ khai và sự tăng trưởng của Thung lũng Silicon

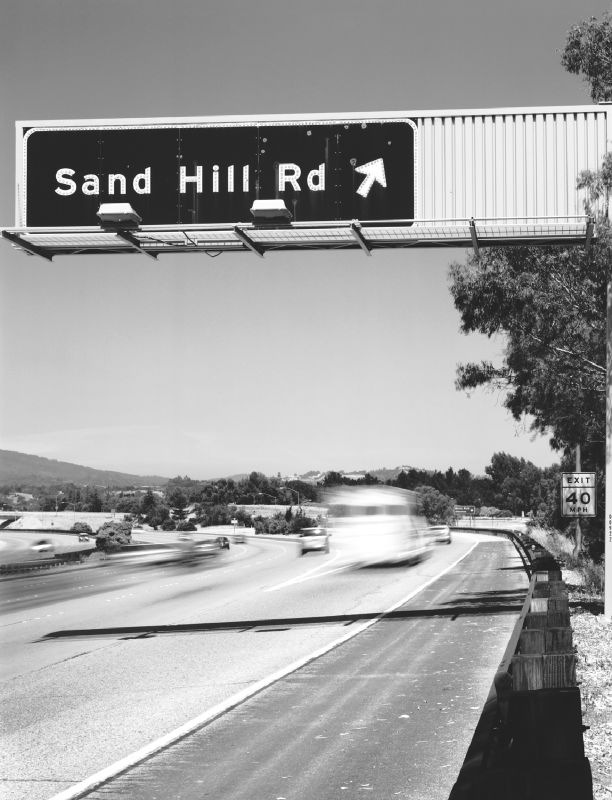
A highway exit for Sand Hill Road in Menlo Park, California, where many Bay Area venture capital firms are based

### Sụp đổ vốn cổ phần tư nhân (2000 tới 2003)

Chỉ số NASDAQ Composite công nghệ nặng đạt đỉnh 5,048 vào tháng 3 năm 2000, phản ánh điểm cao của bong bóng dot-com.

### Nhà tư bản mạo hiểm

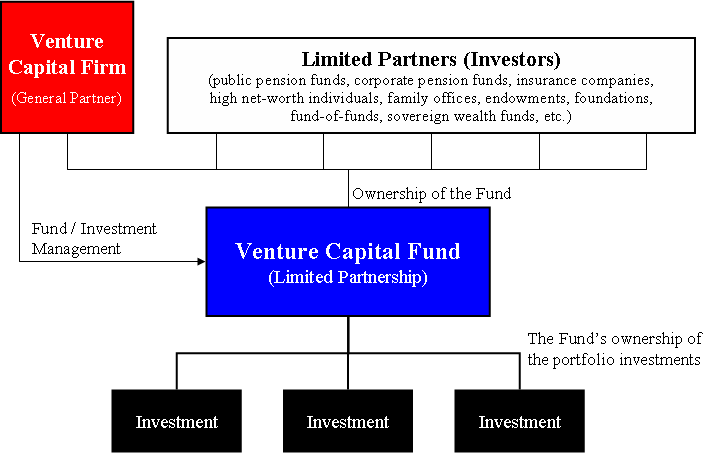
Sơ đồ cấu trúc của một quỹ vốn mạo hiểm chung nhất